# Мартин Альтомонте
Мартин Альтомонте або Йоган Мартін Гогенберг (італ. Martino Altomonte, нім. Johann Martin Hohenberg; 8 травня 1657, Неаполь — 14 вересня 1745, Відень) — австрійський живописець; з 1684 у Речі Посполитій, придворний живописець Яна III Собеського (переважно батальні (Облога Відня), релігійні, міфологічні й біблійні картини, рисунки).

## Біографія
Батько — Міхаель Гогенберґ (Michael Hohenberg) був пекарем у Тиролі. Мати Маріанна походила з Баварії .Згодом німецьке прізвище Гогенберґ змінив на Альтомонте. Дитинство й молодість минули в Італії.
Навчався в Неаполі, пізніше — в Римі. Художню освіту здобув у Римській академії святого Луки. Серед його вчителів у Римі — Джованні Гаулі та Карло Маратті. Першим місцем роботи була Австрія, де мав прізвище Гогегберг. За посередництвом отця-капуцина Марка д'Авіано король Ян III Собєскі запросив до Польщі, куди митець прибув 1684 року.
1684—1702 — працював при дворі польського короля Яна III Собеського у Львові та Жовкві, над оздобленням королівського замку-палацу Вілянув та ін. 1703 року переїхав до Австрії, працював у Відні, Санкт-Пелтені, Лінці.
Найкращі твори: великі картини в парафіяльному костелі святого Лаврентія у місті Жовкві (нині Львівської області), «Битва під Віднем 12 вересня 1683 року» (зберігається в Олеському замку), «Битва під Парканами 9 листопада 1683 року» (тепер у Львівській галереї мистецтв), «Портрет А. Корнякта» (Львівський історичний музей), «Несіння Хреста» (Львівська галерея мистецтв), «Таємна вечеря» (Львівська галерея мистецтв).
Відомо також, що Альтамонте малював на замовлення кармелітанського і францисканського монастирів у Львові.
Після від'їзду до Зальцбургу (Австрія) протягом трьох десятиліть підтримував творчі зв'язки зі Львовом.
Помер у монастирі Гайліґенкройц.
Був одружений з донькою пруського урядника в Кьоніґсберґу. Мав шестеро дітей. Син Бартоломео Альтомонте (1694—1783) теж став художником.

## Галерея

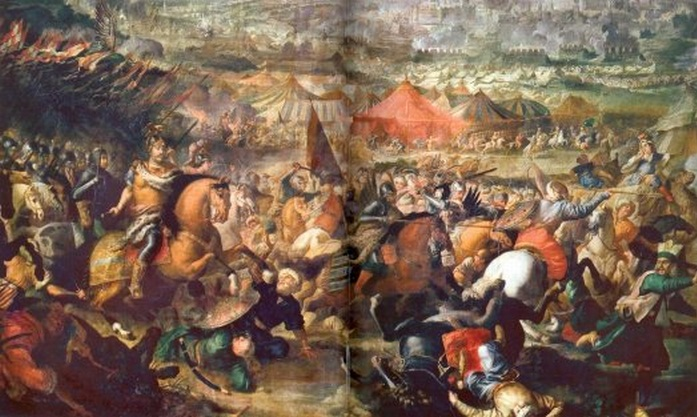
«Битва під Віднем» (перемога над турецьким військом 12 вересня 1683 року під Віднем)

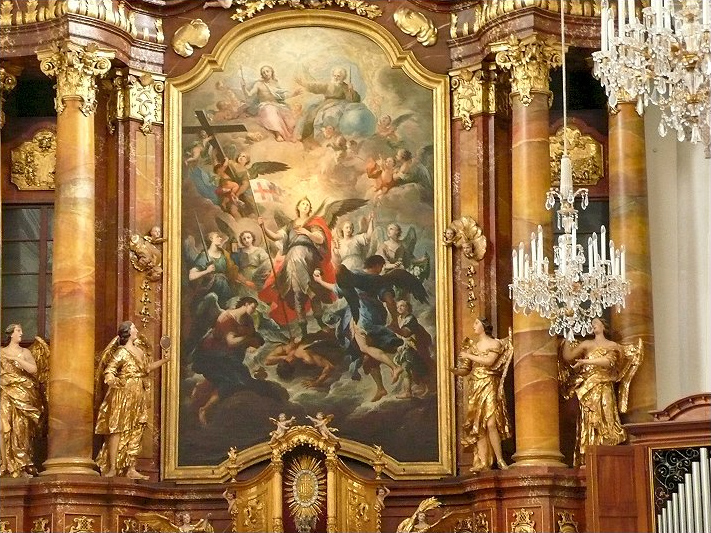
Вівтар в церкві Св. Урсули з зображенням Св Архангела Михайла, 1738-1740 рр. місто Лінц
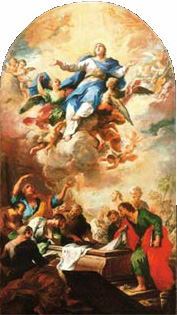
Внебовзяття Пресвятої Діви Марії, вівтарна композиція
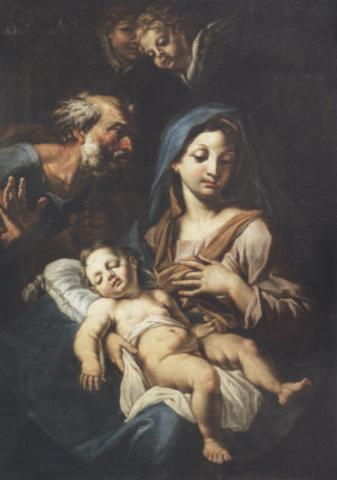
Свята родина
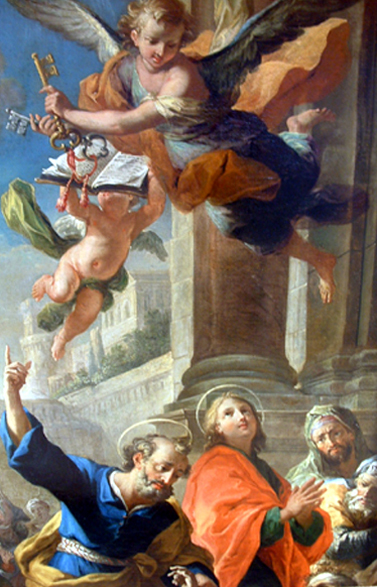
Святий Петро зцілює паралічного. Деталь вівтарного образу.
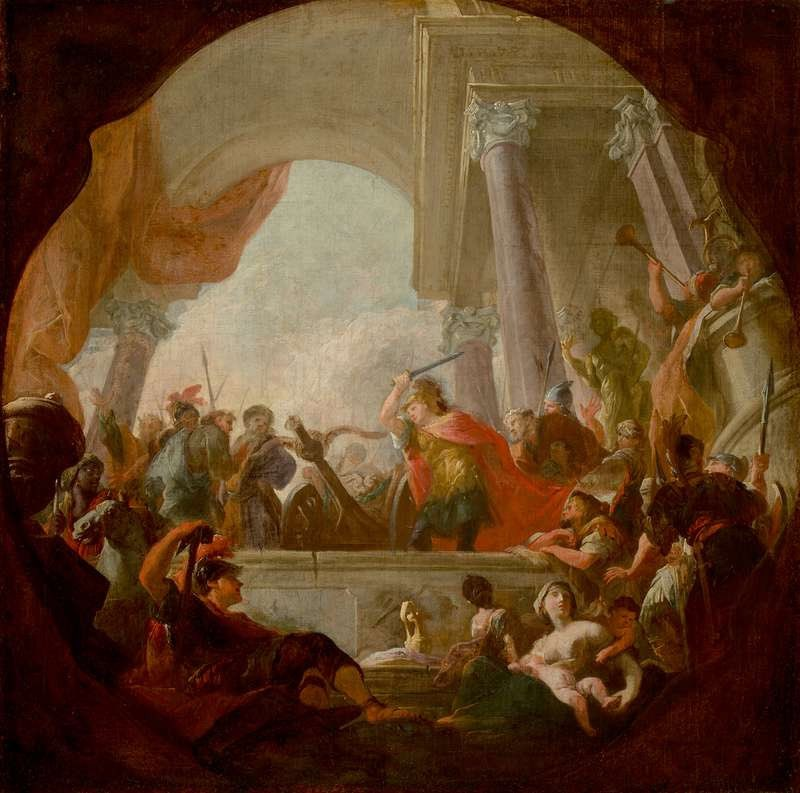
Олександр Македонський розрубує Гордіїв вузол
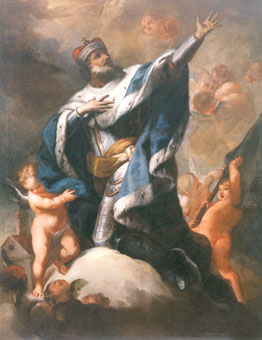
Апофеоз Св. Леопольда
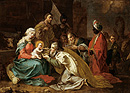
Поклоніння волхвів
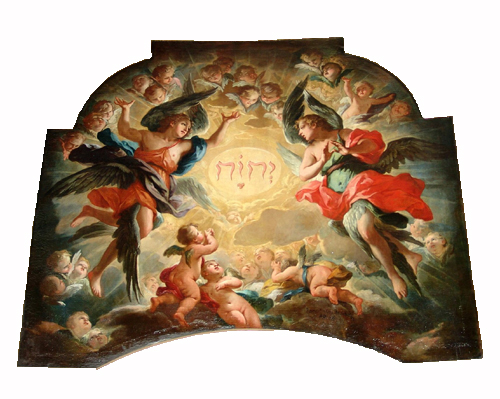
Поклоніння імені Христа